# Clark Township (comté d'Atchison, Missouri)
Pour les articles homonymes, voir Clark Township.
Clark Township est un township du comté d'Atchison dans le Missouri, aux États-Unis,. En 2010, le township comptait une population de 895 habitants. Il est fondé en 1845.

### Source de la traduction
- (en) Cet article est partiellement ou en totalité issu de l’article de Wikipédia en anglais intitulé « Clark Township, Atchison County, Missouri » (voir la liste des auteurs).